# پل اسکارون
پل اسکارون (به فرانسوی: Paul Scarron) رمان‌نویس، شاعر و نمایش‌نامه نویس قرن هفدهم میلادی اهل فرانسه است.